# Jannicke Systad Jacobsen
Jannicke Systad Jacobsen, född 1975 är en norsk manusförfattare och filmregissör. Hon har främst arbetat med dokumentärfilm, men är även känd för 2011 års Ligg med mig.

## Biografi

### Bakgrund, tidiga filmer
Systad Jacobsen växte upp i Høvik på Vestlandet. Hon har regisserat många dokumentärfilmer. Hon har studerat filmregi på Tjeckiens statliga filmskola samt socialantropologi och teater vid Oslo universitet, vid sidan av studier vid London International Film School.
Åren efter millennieskiftet lanserade Systad Jacobsen sig som dokumentärfilmare, och till kortfilmen En rød liten prikk (20021) stod hon för manus, regi, foto, klippning och producent. 2002 kom Frimerket og fyret, där Systad Jacobsens historia handlar om Norges infrastruktur. Filmen syntes under 2003 på ett antal europeiska filmfestivaler. Samma år släpptes Kampen mot paranoia, som kretsar kring 11 september-attackerna 2001, och Kampen mot paranoia, med handlingen förlagd till den amerikanska ambassaden i Oslo efter 11 september-attackerna två år tidigare.
2005 producerades de två dokumentärerna Klovnebarna och Sandmann – historien om en sosialistisk supermann. Den första handlar om två unga pojkar som skaffar pengar genom att klä ut sig till clowner och visa fram olika cirkuskonster, vid en gatukorsning i Guatemala City. Sandmann-produktionen kretsar kring "Sandmann", den östtyska dockfilmsserien om John Blund som på 1970-talet spreds till långt utanför DDR (i Sverige som del av programmet Halvsju). Dokumentären reflekterar omkring socialismen, både som ideologi och via dess historia, och den presenterades 2005–2006 på filmfestivaler i Volda, Grimstad, Uppsala, Malmö, Grenzland och Kristiansand. Filmen var ytterligare ett exempel på Systad Jacobsens ofta originella perspektiv och humoristiska ton, även när hon arbetar med dokumentärer.
2009 års dokumentär Scener fra et vennskap (jämför Ingmar Bergmans Scener ur ett äktenskap) visar fram Erlent och Alexander, som blev vänner i åttonde klass och hur de försökt bevara vänskapen även i vuxen ålder. Regissören gick på samma skola som de två, Steinsskolan.
Systad Jacobsen har sagt att hon noggrant förbereder och manusplanerar sina dokumentärer, en metod som inspirerats av hennes studier av spelfilm. Hon har på senare år mer övergått till att regissera spelfilm, för att bättre kunna styra produktionsprocessen, men hon har bevarat sin känsla för att arbeta med verkliga människor ("amatörer").

### Ligg med mig
Ligg med mig (originaltitel: Få meg på, for faen) var Systad Jacobsens första spelfilm. Den hade sin premiär vid 2011 års Tribeca-festival i New York, där den vann pris för Bästa manus. Hon stod också för filmmanuset, fritt baserat på boken av Olaug Nilssen. Systad Jacobsen valde att besätta rollerna med tonåringar som växt upp i västnorska småstäder, istället för barn från storstäder. Dessa var rena amatörer, och innan själva filminspelningen genomfördes kortare skådespelarkurser för dem. Marianne Bakke, filmens fotograf, hade en bakgrund som stillbildsfotograf, och tillsammans med Systad Jacobsens dokumentärfilmsvana kom detta att påverka filmens utseende.
Filmen introducerar Alma, en tonåring – snart 16 år – som växer upp i en mindre ort på Västlandet tillsammans med sin ensamstående mor. Filmen inleds med en scen där Alma ligger på köksgolvet bredvid en telefonlur varifrån hörs rösten hos en telefonsex-operatör. Alma samtalar med rösten, samtidigt som hon onanerar. Alma har en livlig fantasi, och den som upptar den största delen av hennes fantasier är klasskamraten Artur.
Vid en klassfest hamnar de två och två, och han närmar henne med vad som verkar vara sexuella motiv. Alma berättar för andra på festen om Arturs överraskande "ollande" av hennes jeans men blir inte trodd. Inte ens hennes närmaste vänner tror henne, Artur förnekar det inträffade, och det slutar med att Alma blir utfryst ur vängemenskapen. Rykten sprids, och snart är tonåringen känd bland barn och ungdomar som "Pitt-Alma" (norska: "Pikk-Alma"). Tidigare har hon och hennes vänner visat fingret åt skylten över hemorten Skoddeheimen, men nu är hon ensam om detta förakt för filmens inskränkta version av "Jante".
Filmen porträtterar ungdomstidens kaos och konsekvenserna av att detta sker i en ort där alla känner alla. Filmens osminkade men realistiska beskrivning av ung kvinnlig sexualitet blev en biosuccé i hemlandet, med dråplig humor, lek med roller och realistiska porträtt hur det är att vara tonåring, sliten mellan olika identiteter och viljor.

### Senare år
2015 engagerades Systad Jacobsen som konsulent för kortfilm och dokumentärer vid Modtnorsk filmsenter. Året efter kom hennes kortfilm After Midnight.
Dopning och proffsidrott var tema i Systad Jacobsens satiriska drama Hjelperytteren (2019), omkring den fiktiva, tidigare proffscyklisten Kim Karlsen. Historien om en cykelstjärnas oväntade fall från stjärnhimlen är inspirerad av Lance Armstrongs dito, men i Systads Jacobsens film är cyklisten kvinna.

## Filmografi (regi)[15]
- En liten rød prikk (2001, kortfilm)
- Frimerket og fyret (2002, dokumentär)
- Kampen mot paranoia (2003, kortfilm)
- Klovnebarna (2005, dokumentär)
- Sandmann – historien om en sosialistisk supermann (2005, TV-dokumentär)
- Pizzaeventyret (2007, TV-serie)
- Scener fra et vennskap (2009, dokumentär)
- Ligg med mig (Få på meg, for faen, 2011, spelfilm)
- After Midnight (2016, kortfilm)
- Hjelperytteren (2019, spelfilm)

## Utmärkelser
Ligg med mig vann 2011 priset för Bästa manus vid New Yorks Tribeca-festival. Filmen fick totalt sex nomineringar till Amandaprisen, som Bästa norska film, Bästa skådespelerska, Besta birollsskådespelerska, Bäst manus, Bästa foto och Bästa musik.
Sandman – historien om en sosialistisk supermann nominerades 2006 till Gullrutten, i kategorin Bästa TV-dokumentär.
Klovnebarna vann 2008 Kodak Shot-on-film-priset vid independent-filmsfestivalen Durango.